# Haasea plasana
Haasea plasana är en mångfotingart som först beskrevs av Karl Wilhelm Verhoeff 1899.  Haasea plasana ingår i släktet Haasea och familjen Haaseidae. Inga underarter finns listade i Catalogue of Life.